# Clásico Alberto Solari Magnasco
El Clásico Alberto Solari Magnasco  es una carrera de la hípica chilena de Grupo I, disputada anualmente en el Hipódromo Chile el primer sábado de noviembre, es la última etapa de la Triple Corona Potrancas de dicho hipódromo se suele disputar a principios del mes de noviembre.
El nombre de esta prueba es en honor a Alberto Solari Magnasco,  Empresario y dirigente hípico, dueño del Haras Tarapaca, y uno de los máximos referentes en la historia de la hípica chilena.
Esta carrera forma parte de la triple corona potrancas del Hipódromo Chile, conformada además por los clásicos Tanteo de Potrancas y Mil Guineas. Este circuito ha sido ganado por cuatro hembras. Cremcaramel en 1999, Villa Francia en 2003,  Amani en 2011 y Wow Cat en 2017.

## Récords
Récord de la distancia: 
- India Pomposa (1995) con 2.09.65 en distancia de 2000 metros
- Poseída (1998) con 2.08.03 en distancia de 2000 metros

Jinete con más triunfos
- 4 - David Sánchez (1999, 2006, 2007, 2008)

Preparadores con más triunfos
- 3 - José Tomas Allende F. (1990, 2007, 2010)
- 3 - Patricio Baeza A. (1992. 1998, 2000)

Criador con más triunfos
- 5 - Haras Santa Olga (1991, 1994, 2006, 2009, 2012)

## Ganadoras del Clásico Alberto Solari Magnasco
Las siguientes son  todas las ganadoras de la prueba desde 1986.
En Cursiva Ganadoras de la Triple Corona Potrancas.
| Año  | Caballo           | Jinete            | Preparador           | Stud                  | Haras                 | Tiempo  |
| ---- | ----------------- | ----------------- | -------------------- | --------------------- | --------------------- | ------- |
| 1986 | Colo Colo         | Jaime Medina      | Javier Conejeros A.  | Colo Colo             | Paulina               | 2.09.71 |
| 1987 | Jamaica           | Nicolás Ramírez   | Óscar Donate S.      | El Fabián             | José F. Candia Campos | 2.08.21 |
| 1988 | Más Ligera        | Óscar Ulloa       | Mario Rabajille B.   | Matriarca             | Matriarca             | 2.07.67 |
| 1989 | Tamiris           | José Santos       | Guillermo Aguirre A. | Haras Curiche         | Curiche               | 2.06.86 |
| 1990 | Wolf              | Luis Muñoz        | José Tomás Allende   | Santa Amelia          | Santa Amelia          | 2.09.29 |
| 1991 | A La Conquista    | Pedro Robles      | Juan Cavieres A.     | Santa Olga            | Santa Olga            | 2.09.24 |
| 1992 | Llama la Atención | Fernando Díaz     | Patricio Baeza A.    | Carillanca            | Matancilla            | 2.08.26 |
| 1993 | Arabian Lady      | Luis D. Menghini  | Roberto Maggi I.     | Carioca               | Carioca               | 2.05.90 |
| 1994 | Agua del Monte    | Catherine Weilby  | Juan Pablo Baeza A.  | Santa Olga            | Santa Olga            | 2.03.09 |
| 1995 | India Pomposa     | Mauricio Galáz    | Luis Urbina H.       | Las Perdices          | Figurón               | 2.09.65 |
| 1996 | Petite France     | Jaime Medina      | Sergio Inda M.       | Haras Los Acacios     | Los Acacios           | 2.10.11 |
| 1997 | Numeradora        | Richard Castillo  | Guillermo Aguirre B. | La Pacita             | Don Alberto           | 2.09.82 |
| 1998 | Poseída           | Nora Holm         | Patricio Baeza A.    | La Poza               | Jockey                | 2.08.03 |
| 1999 | Cremcaramel       | David Sánchez     | Guillermo Aguirre C. | Las Camelias          | Figurón               | 2.04.54 |
| 2000 | Printemps         | Ányelo Rivera     | Patricio Baeza A.    | Quinchao              | Paso Nevado           | 2.04.02 |
| 2001 | France Soir       | Luis D. Menghini  | Jorge Inda M.        | Unión Española        | Matancilla            | 2.06.01 |
| 2002 | Wild Spirit       | Ricardo Solorza   | Alfredo Bagú R.      | Agrícola Aboughazaleh | Sumaya                | 2.02.03 |
| 2003 | Villa Francia     | Gustavo Barrera   | Alberto González R.  | Doña Ester            | La Compañía           | 2.05.78 |
| 2004 | Música Si         | Pedro Santos      | Jorge A. Inda D.     | Haras Mocito Guapo    | Mocito Guapo          | 2.12.12 |
| 2005 | Caserta Mía       | Cristian Torres   | Cristian Muñoz G.    | Haras Don Alberto     | Don Alberto           | 2.09.44 |
| 2006 | Mirada Tan Linda  | David Sánchez     | Gerardo Silva B.     | Santa Olga            | Santa Olga            | 2.06.42 |
| 2007 | Laguna Plateada   | David Sánchez     | José T. Allende F.   | Bucarest              | Bucarest              | 2.07.97 |
| 2008 | Quintralita       | David Sánchez     | Alejandro Aguado C.  | La Taquilla           | Santa Eladia          | 2.11.54 |
| 2009 | Apunta Alto       | Nelson Figueroa   | Rafael Quiroz F.     | Los Quirsan           | Santa Olga            | 2.08.07 |
| 2010 | Madera Castaña    | Luis Muñoz        | José T. Allende F.   | Santa Amalia          | Santa Amalia          | 2.09.59 |
| 2011 | Amani             | Hernán E. Ulloa   | Marco Pavez O.       | Haras Sumaya          | Sumaya                | 2.04.95 |
| 2012 | Viene Cantando    | Óscar Ulloa       | Carlos Conejeros A.  | La Herrería           | L.E. Gana             | 2.07.34 |
| 2013 | Shesgoing Tobefun | Luis Torres       | Cristian Urbina R.   | Monte Olimpo          | Dadinco               | 2.07.18 |
| 2014 | Furia Cruzada     | Héctor I. Berrios | Antonio Abarca G.    | Haras Dadinco         | Dadinco               | 2.07.67 |
| 2015 | Linda Linda       | Jorge A. González | Carlos Urbina H.     | Cinco Estrellas       | Cinco Estrellas       | 2.07.08 |
| 2016 | Nieta Querida     | Kevin Espina      | Álvaro Fernández L.  | Trinidad              | Porta Pía             | 2.07.37 |
| 2017 | Wow Cat           | Jorge A. González | Carlos Urbina H.     | Vendaval              | Paso Nevado           | 2.06.38 |
| 2018 | Bella Khaleesi    | Jeremy Laprida    | Oscar Silva S.       | Haras Santa Marta     | Santa Marta           | 2.09.25 |
| 2019 | La Buena Vida     | Felipe Henríquez  | Oliverio Martínez L. | Cinco Estrellas       | Cinco Estrellas       | 2.08.86 |
| 2020 | Quilombero        | Gustavo Aros      | Juan C. Pichara J.   | Santa Verónica        | Matriarca             | 2.07.22 |
| 2021 | Vita Da Mamma     | Gonzalo Ulloa     | Sergio Inda M.       | Alvidal               | Il Campione Spa       | 2.08.93 |
| 2022 | Berberisca        | Joaquín Herrera   | Juan C. Silva S.     | Vendaval              | Paso Nevado           | 2.06.45 |
| 2023 | Richi             | Joaquín Herrera   | Juan C. Silva S.     | Jarita                | Paso Nevado           | 2.08.16 |
| 2024 | Reine D'Amour     | Jaime Medina      | Juan Pablo Baeza     | Haras Jockey          | Jockey                | 2.03.29 |

- Desde el año 1998 es un clásico de Grupo I, pasando a correrse sobre la distancia de 2.000 metros.

## Última edición
El sábado 9 de noviembre de 2024. se disputó la versión 39.ª del clásico Alberto Solari Magnasco y se impuso la favorita "Reine D'Amour" (hija de Classic Empire), derrotando a Una Diabla, en tercera posición se ubicó Good Sea, en cuarta posición quedó San Lucar y cerró la tabla La Marre, Reine D'Amour fue conducida por Jaime Medina, quien consigue su segundo "Solari Magnasco" , es preparada por Juan Pablo Baeza, pertenece y fue criada en el Haras Jockey.